# Flávio Antioquiano

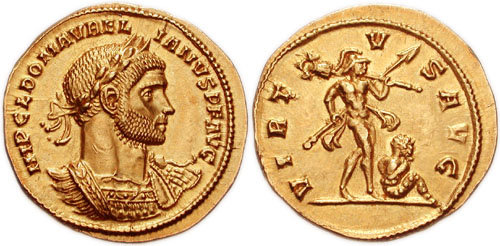
Áureo de Aureliano r.

Flávio Antioquiano (em latim: Flavius Antiochianus; fl. século III) foi um político romano durante a crise do terceiro século, no reinado dos imperadores Cláudio II (r. 268–270) e Aureliano (r. 270–275). Ele casou-se com Pompônia Umídia, parente do senador Pompônio Basso, e teve com ela vários filhos de nome desconhecido.
Em algum momento entre 268-270, serviu como cônsul sufecto e entre 269-270 foi prefeito urbano de Roma. Em 270, sob Aureliano, serviu como segundo cônsul ordinário e como prefeito urbano entre 271-272 e novamente em 274. É possível que durante o seu segundo consulado foi responsável pela construção das Termas de Antioquiano (em latim: Balineum Antiochiani), umas das termas mais antigas de Roma.